# Замок Колльміц (Нижня Австрія)
Замок Коллміц (нім. Burgruine Kollmitz) розташований у кадастровому кварталі Коллміцдорф на сході міста Раабс-ан-дер-Тайя округу Вайдгофен-ан-дер-Тая регіону Вальдфіртель землі Нижня Австрія. Скелю, на якій стоїть замок, з трьох сторін оточує ріка Тая.

## Історія

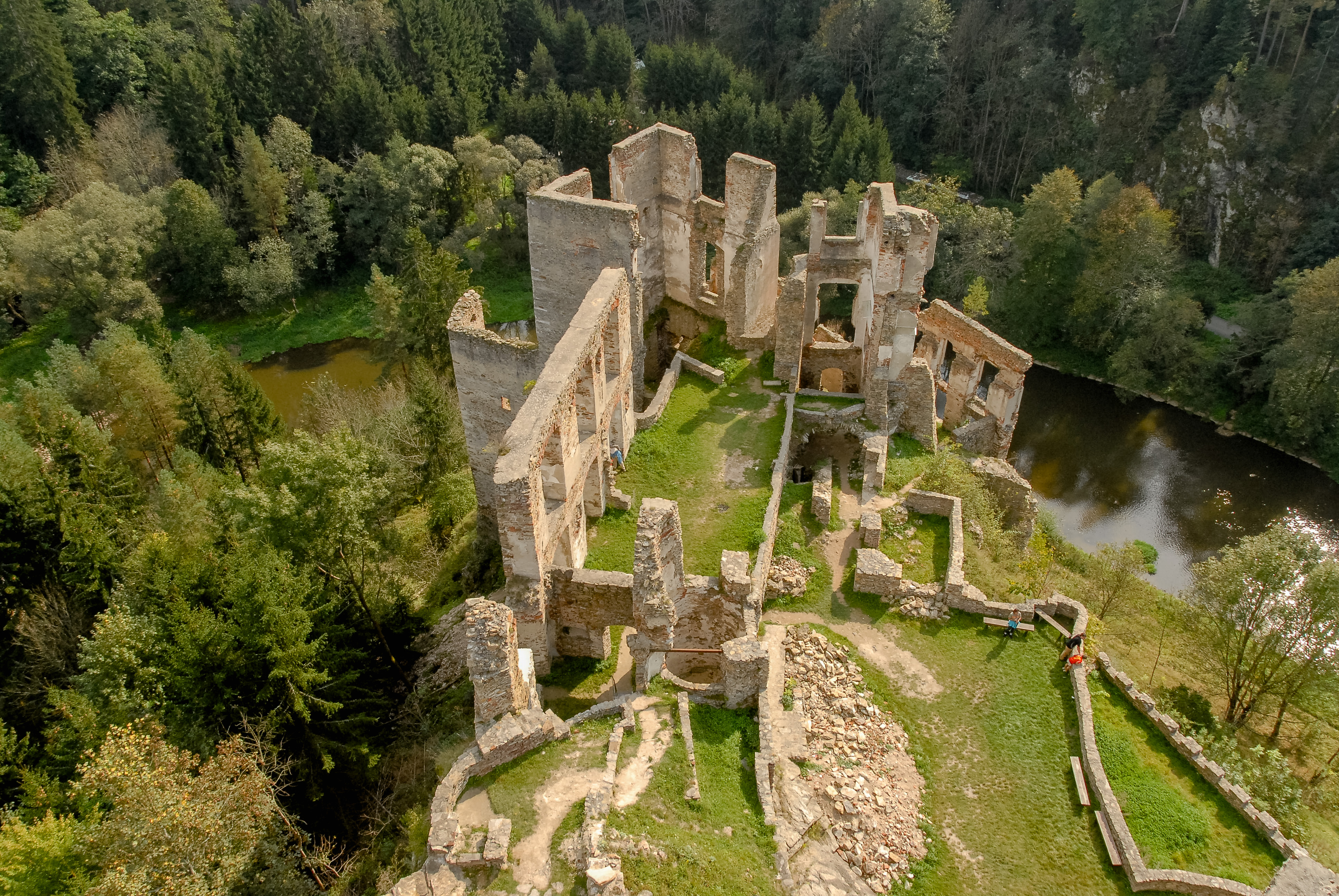
Руїни замку

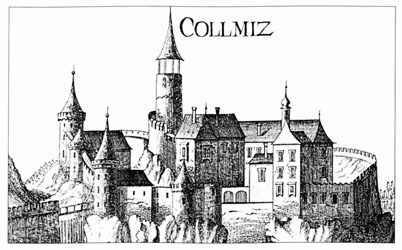
Замок 1672 р.

Замок Коллміц був одним з найпотужніших замків на землях Австрії. Дендрологічні дослідження показали, що донжон замку був завершений близько 1319 р. У XIV ст. у замку розміщувався земельний суд і до 1411 резиденція баронів (нім. Freiherr) Гофкірхен, які перебудували замок 1570 на ренесансну резиденцію. Останній з них Вольф фон Гофкірхен переслідувався як лідер протестантської шляхти землі і помер у вигнанні 1616 у Празі. З цього року почали змінюватись власники замку, поки 1708 він не дістався молодшому маршалу Нижньої Австрії Францу Антону фон Кваренті і Рааль, власнику Раабс. Він не знайшов використання замку і той став занепадати. За легендою замок покинули через величезну вартість дахів, які необхідно було замінити.
З іншої сторони ріки на віддалі 400 м на захід від хутору Коллміцграбен розміщувався попередник замку Коллміц замок Гауенштайн, який 1135 року був вперше згаданий і який покинули із спорудженням нового укріплення.  
З 1974 року існує товариство по збереженні руїн замку.